# 게리 터너

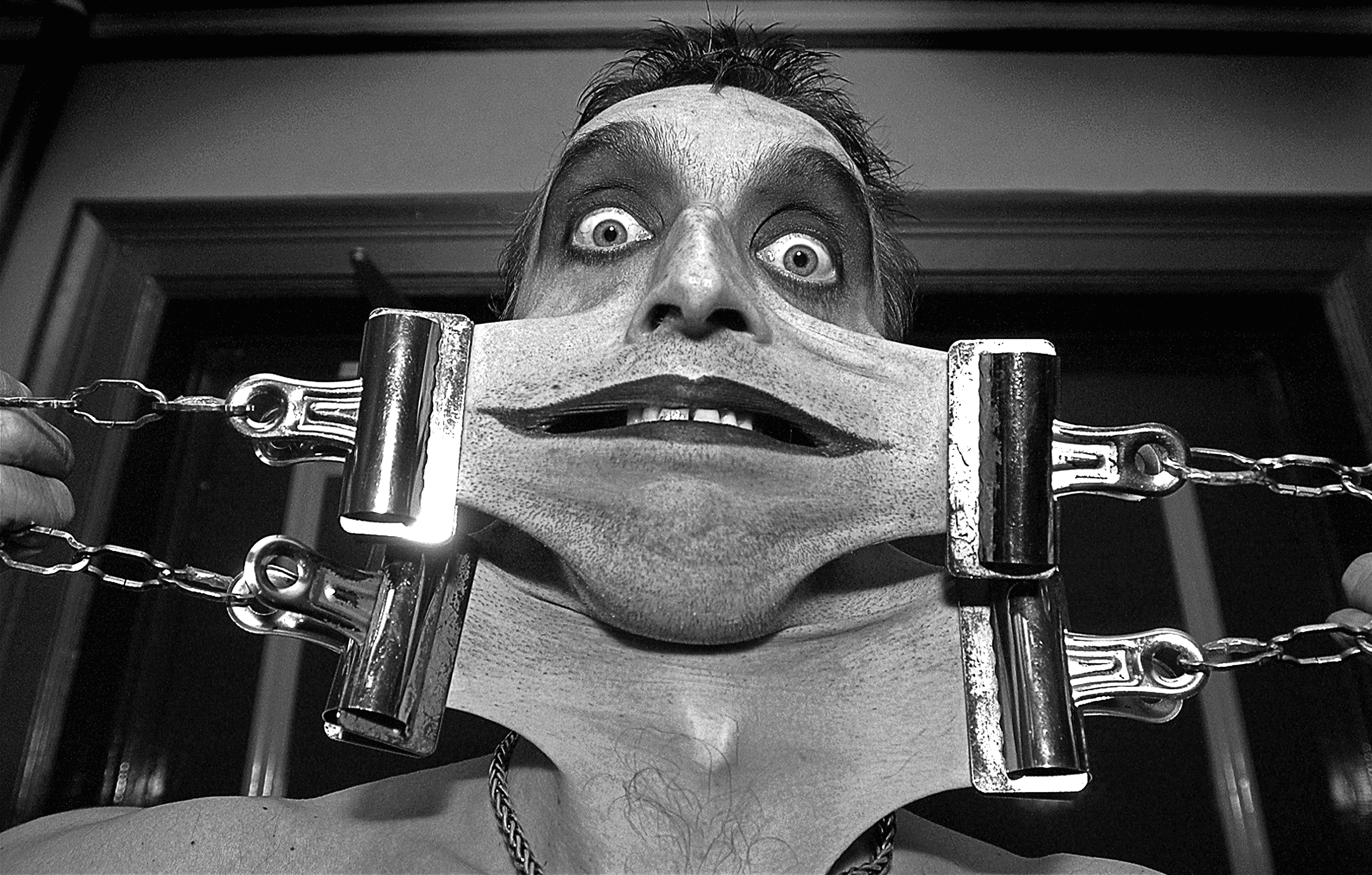

게리 터너(Gary Turner, 1971년~)는 기네스 북에 등재된 사람이다.
그는 피부가 약 16cm까지 늘어나는 병을 가지고 있는 고무인간 이었으며 가장 피부가 많이 늘어나는 사람이라는 타이틀로 기네스 북에 등재되었다.
게리 터너는 또, 세상에서 가장 얼굴에 빨래집게를 많이 꽂은 사람으로 등재되어 있는데 무려 153개의 빨래집게를 얼굴에 꽂은 기록이 있다.
1999년 10월 29일, 로스엔젤레스에서 그는 자신의 복부의 피부를 총 6.25인치 길이로 늘림으로써 세계 기록을 거머쥐게 되었다.
게리 터너는 놀라운 대회 스타킹에서도 출연하였다.
에일러스 대늘로스 신드롬이라는 병에 걸렸다.